# 4 oktober
4 oktober is de 277ste dag van het jaar (278ste dag in een schrikkeljaar) in de gregoriaanse kalender. Hierna volgen nog 88 dagen tot het einde van het jaar.

## Gebeurtenissen
- Algemeen
  - 1134 - Zuid-West-Nederland en Vlaanderen worden getroffen door een stormvloed.[1]
  - 1559 - Filips III van Nassau-Weilburg wordt opgevolgd door zijn zoons Albrecht en Filips IV.
  - 1582 - Paus Gregorius XIII voert de gregoriaanse kalender in. In Italië, Polen, Portugal en Spanje wordt daarom 4 oktober direct gevolgd door 15 oktober. Andere landen volgen later (Griekenland pas in 1924).
  - 1980 - In de Golf van Alaska breekt aan boord van het cruiseschip ms. 'Prinsendam' (1972) van de Holland-Amerika Lijn brand uit, die niet meer te beheersen is. Alleen via ouderwetse morse-signalen bereikt het SOS andere schepen, de kustwacht en zelfs Nieuw-Zeeland. Iedereen wordt gered uit de reddingssloepen tijdens de grootste reddingsoperatie op volle zee in de geschiedenis.
  - 1992 - Een El Al-Boeing 747-vrachtvliegtuig stort neer op een flatgebouw in de Amsterdamse Bijlmermeer - zie Bijlmerramp.[1]
  - 2003 - Aanslag in het Maxim-restaurant in Haifa, Israël.[1]
  - 2010 - Na een dambreuk in een reservoir van een aluminiumfabriek overspoelt een massa giftig rood slib verscheidene dorpen in de Hongaarse provincie Veszprém.
  - 2014 - Bij een zelfmoordaanslag op een markt in de Pakistaanse stad Quetta komen vijf mensen om het leven. Er vallen nog vijf doden wanneer een bermbom ontploft in de stad Kohat in het noordwesten van het land.
  - 2014 - Een hoge Noord-Koreaanse delegatie brengt een onverwacht bezoek aan de afsluiting van de Aziatische Spelen in het Zuid-Koreaanse Incheon. Er worden met Zuid-Korea afspraken gemaakt over nieuwe onderhandelingen.
  - 2015 - Bij een ongeluk met een dubbeldeksbus in de Britse stad Coventry komen twee mensen om het leven.
  - 2015 - In Jeruzalem vinden kort na elkaar twee steekpartijen plaats, waarvan een met dodelijke afloop. De beide daders zijn Palestijnen. Een van hen wordt door de politie gedood.
  - 2016 - Unicef en de Wereldbank maken in een gezamenlijk rapport bekend dat er wereldwijd bijna 385 miljoen kinderen, ofwel bijna 20% van de kinderen in ontwikkelingslanden, in extreme armoede leven.[2]
  - 2016 - De orkaan Matthew komt aan land in het zuidwesten van Haïti, bij Les Anglais, en trekt vervolgens over land richting Cuba.[3]
  - 2016 - Het Openbaar Ministerie in Duitsland acht niet bewezen dat de Duitse komiek Jan Böhmermann strafbare feiten heeft gepleegd met het op televisie voorlezen van een hekelgedicht over de Turkse president Erdoğan. Het Turkse staatshoofd voelde zich beledigd en diende een klacht in bij de Duitse regering in Berlijn.
  - 2016 - Het Nederlandse Openbaar Ministerie start een strafrechtelijk onderzoek naar een ontgroeningsincident bij de Groningse studentenvereniging Vindicat waarbij een aspirant-lid een hersenoedeem opliep.
  - 2017 - De Nationale Politie wordt steeds diverser. Van de nieuwe aanwas van zevenhonderd aspirant-agenten op de Politieacademie heeft dit jaar 25 procent een migratieachtergrond, schrijft de Volkskrant.
  - 2020 - In Frankrijk en Noord-Italië vallen zeker twee doden door de storm Alex. Tientallen personen raken vermist.[4]
- Economie
  - 1983 - Een 24-uursstaking legt het openbare leven in Argentinië plat. Werknemers eisen forse loonsverhogingen om de inflatie van 300 procent te compenseren.
  - 1983 - In Stockholm demonstreren 100.000 zakenmensen tegen het voorstel van de regering van premier Olaf Palme om investeringsfondsen op te richten die door de vakbonden beheerd zullen worden.
  - 2011 - België, Frankrijk en Luxemburg redden gezamenlijk het bank- en verzekeringsbedrijf Dexia.
- Media
  - 1873 - De eerste editie van het blad Geïllustreerd Politie-Nieuws verschijnt.
  - 2011 - De Italiaanse Wikipedia sluit voor twee dagen haar deuren als protest tegen paragraaf 29 van de zogenaamde DDL intercettazioni ("aftapwet") van de Italiaanse regering.
  - 2014 - Het team van het populaire Britse autoprogramma Top Gear wordt door een boze, stenengooiende menigte uit Argentinië verdreven. De Argentijnen zijn ontzet over een provocerende verwijzing die de programmamakers zouden hebben gemaakt naar de Falkland-oorlog tussen Argentinië en het Verenigd Koninkrijk.
- Muziek
  - 1999 - Het debuutalbum Showbiz van de Britse rockband Muse komt uit.[1]
- Oorlog
  - 1990 - Golfoorlog - Het Belgische fregat "F912 Wandelaar" vertrekt met 160 man van Zeebrugge naar de Perzische Golf.
  - 1990 - Vijfhonderd Belgische paracommando's worden in het kader van een humanitaire actie naar Rwanda gestuurd nadat dat land om hulp had gevraagd.
  - 1992 - Na meer dan twee jaar van moeizame onderhandelingen ondertekenen president Joaquim Chissano van Mozambique en Afonso Dhlakama, leider van de rebellenbeweging Renamo, in Rome een vredesakkoord dat een einde moet maken aan een bloedige burgeroorlog die zestien jaar heeft geduurd.
  - 1993 - Somalische militanten schieten twee helikopters van de VS neer in de hoofdstad Mogadishu.
  - 2014 - De geallieerde coalitie onder leiding van de Verenigde Staten voert de bombardementen op de stellingen van de terreurorganisatie Islamitische Staat (IS) rond de Syrisch-Koerdische stad Kobani op om te vermijden dat de grensstad in handen van de IS zou vallen. Bij die aanvallen komen minstens 35 IS-strijders om.
  - 2015 - IS-strijders blazen de 2000 jaar oude Romeinse triomfboog in de Syrische ruïnestad Palmyra op.
- Politiek
  - 1830 - België heeft de troepen van Koning Willem I verjaagd en roept de onafhankelijkheid uit bij monde van het Voorlopig Bewind.
  - 1936 - De Slag om Cable Street vind in Londen plaats tussen de British Union of Fascists en antifascisten.
  - 1966 - Basutoland wordt onafhankelijk van Groot-Brittannië onder de naam Koninkrijk Lesotho.[1]
  - 1967 - Hassanal Bolkiah Mu'izzaddin Waddaulah wordt sultan van Brunei.
  - 1991 - In het Rijksdaggebouw in Berlijn komt het Duitse parlement voor het eerst in 57 jaar weer samen. Het gaat om 520 leden van de Bondsdag en 144 leden van de Oost-Duitse Volkskammer.[1]
  - 1997 - Huwelijk van prinses Cristina van Spanje en Iñaki Urdangarin.
  - 2010 - In Brazilië behaalt favoriete Dilma Rousseff van de centrumlinkse Arbeiderspartij van aftredend president Luiz Inácio Lula da Silva geen absolute meerderheid bij de presidentsverkiezingen. In een tweede ronde later op de maand neemt zij het op tegen José Serra van de eveneens socialistische PSDB.
  - 2010 - Burgemeester Eberhard van der Laan (PvdA) van Amsterdam maakt bekend de schade aan zijn stad te willen verhalen op de krakers die drie dagen eerder de confrontatie aangingen met de politie.
  - 2015 - Zo'n duizend mensen protesteren in Wit-Rusland tegen de plannen voor een Russische luchtmachtbasis in hun land.
  - 2015 - De centrum-rechtse coalitie van premier Pedro Passos Coelho wint de parlementsverkiezingen in Portugal.
  - 2016 - In de Cubaanse hoofdstad Havana worden de vredesonderhandelingen tussen de Colombiaanse regering en de guerrillabeweging FARC hervat.
  - 2016 - De Eerste Kamer in Den Haag stemt in met de "wet cliëntenrechten bij elektronische verwerking gegevens". De wet biedt Nederlandse burgers, zonder tussenkomst van hun huisarts, inzage in hun eigen elektronisch medisch dossier en maakt voor hen mogelijk om zelf te bepalen wie inzage krijgt in hun medisch dossier.
  - 2017 - De toespraak van Theresa May op het partijcongres van de Britse Conservatieven in Manchester ontaardt in een lijdensweg voor de Britse premier. Een komiek overhandigt haar een ontslagdocument en daarna raakt ze haar stem kwijt.
  - 2017 - Het regeerakkoord is zo goed als klaar. Daarin staat onder meer dat het nieuwe kabinet kleine werkgevers gaat stimuleren om sneller mensen in vaste dienst te nemen. Kleinere bedrijven hoeven straks minder lang loon door te betalen als een werknemer door ziekte uitvalt.
  - 2017 - De Arnhemse gemeentepolitiek wordt geplaagd door "beledigingen en grof taalgebruik, intimidatie en schofferen". Dat constateert een onafhankelijke commissie die de bestuurlijke chaos in de Gelderse hoofdstad heeft onderzocht.
- Religie
  - 1644 - Kroning van Paus Innocentius X in Rome.
  - 1676 - Kroning van Paus Innocentius XI in Rome.
  - 1965 - Eendaags bezoek van Paus Paulus VI aan New York voor een toespraak tot de Algemene Vergadering van de Verenigde Naties en een bezichtiging van de Piëta van Michelangelo uit de Sint Pieter te Rome op de Wereldtentoonstelling.
  - 1970 - Paus Paulus VI roept de Heiligen Theresia van Ávila (1515-1582) en Catharina van Siëna (1347-1380) uit tot eerste vrouwelijke kerkleraren.
  - 1984 - Benoeming van Johannes ter Schure tot hulpbisschop van Roermond.
  - 1995 - Paus Johannes Paulus II arriveert in Newark voor een vijfdaags bezoek aan het noordoosten van de Verenigde Staten.
- Sport
  - 1920 - Oprichting van de Uruguayaanse voetbalclub Club Atlético Bella Vista in de hoofdstad Montevideo.
  - 1920 - Oprichting van de Tunesische sportvereniging Club Africain.
  - 2009 - In Łódź winnen de Italiaanse volleybalsters de Europese titel door Nederland in de finale met 3-0 te verslaan.
  - 2015 - In sportpaleis Ahoy verliezen de Nederlandse volleybalsters in de finale van het Europees kampioenschap met 3-0 van titelverdediger Rusland.
  - 2016 - Het Hof van Arbitrage voor Sport (CAS) verkort de schorsing, wegens het gebruik van doping, van de Russische tennisster Maria Sjarapova van twee jaar naar vijftien maanden.
  - 2021 - Hockeyster Lauren Stam maakt bekend te stoppen als international.[5]
  - 2023 - Belgisch wielrenner Jasper Philipsen wint de Elfstedenrace door in de eindsprint de Nederlander Olav Kooij te verslaan. De Italiaan Davide Bomboi eist de derde plaats op.[6]
  - 2024 - Shona Shukrula maakt als eerste vrouw het debuut in het Betaald voetbal. In het duel in de Keuken Kampioen Divisie gaf ze een rode kaart aan Karim Loukili.
- Wetenschap en technologie
  - 1883 - De Oriënt-Express rijdt voor het eerst. De trein is een initiatief van de Belg Georges Nagelmackers.[1]
  - 1952 - In Brussel wordt de Noord-Zuidverbinding ingehuldigd.
  - 1955 - De Citroën DS19 wordt gepresenteerd.[1]
  - 1957 - De Sovjet-Unie lanceert Spoetnik I. Het begin van de space race.[7]
  - 1986 - Koningin Beatrix stelt de stormvloedkering in de Oosterschelde in werking, waarmee de Deltawerken zijn voltooid.[1]
  - 2004 - De SpaceShipOne vliegt zijn topsnelheid met mach 3,09 onder piloot Brian Binnie.
  - 2016 - Het Zweedse Karolinska-instituut maakt bekend dat de Nobelprijs voor de Natuurkunde dit jaar naar de Britse geleerden David Thouless, Duncan Haldane en Michael Kosterlitz gaat vanwege hun onderzoek op het gebied van vaste stoffen.
  - 2021 - Het Nobelcomité maakt bekend dat de Nobelprijs voor Geneeskunde dit jaar gaat naar de Amerikaan David Julius en de Libanese Amerikaan Ardem Patapoutian voor hun onderzoek naar het waarnemen door het menselijk lichaam van de sensaties kou, warmte en voelen van aanrakingen.[8]
  - 2021 - Door een serverstoring zijn Facebook, Instagram en WhatsApp enkele uren wereldwijd onbereikbaar. De oorzaak blijkt een fout van een systeembeheerder te zijn.[9]
  - 2021 - In Golden, British Columbia in Canada wordt een huis geraakt door een meteoriet. De bewoonster treft een ruim 1 kilogram zware steen aan op haar hoofdkussen.[10]
  - 2022 - De Nobelprijs voor Natuurkunde is dit jaar toegekend aan de Fransman Alain Aspect, de Amerikaan John F. Clauser en de Oostenrijker Anton Zeilinger voor hun onderzoek op het gebied van de kwantumfysica aan verstrengelde fotonen.[11]
  - 2023 - De Nobelprijs voor Scheikunde is dit jaar toegekend aan de Amerikaan Louis E. Brus, de Rus Aleksej I. Jekimov en de Amerikaan Moungi G. Bawendi. Brus en Jekimov krijgen de prijs voor het ontdekken van kwantumstippen en Bawendi deed onderzoek naar hoe de kwantumstippen gebruikt kunnen worden.[12][13]
  - 2023 - ESA maakt bekend dat metingen van het TROPOMI instrument aan boord van de Copernicus Sentinel-5P satelliet uitwijzen dat het gat in de ozonlaag boven Antarctica dit jaar groter dan gemiddeld is. Op 23 september 2023 had het gat een omvang van 26 miljoen km2, dit is vergelijkbaar met ongeveer drie keer de grootte van Brazilië.[14]

## Geboren

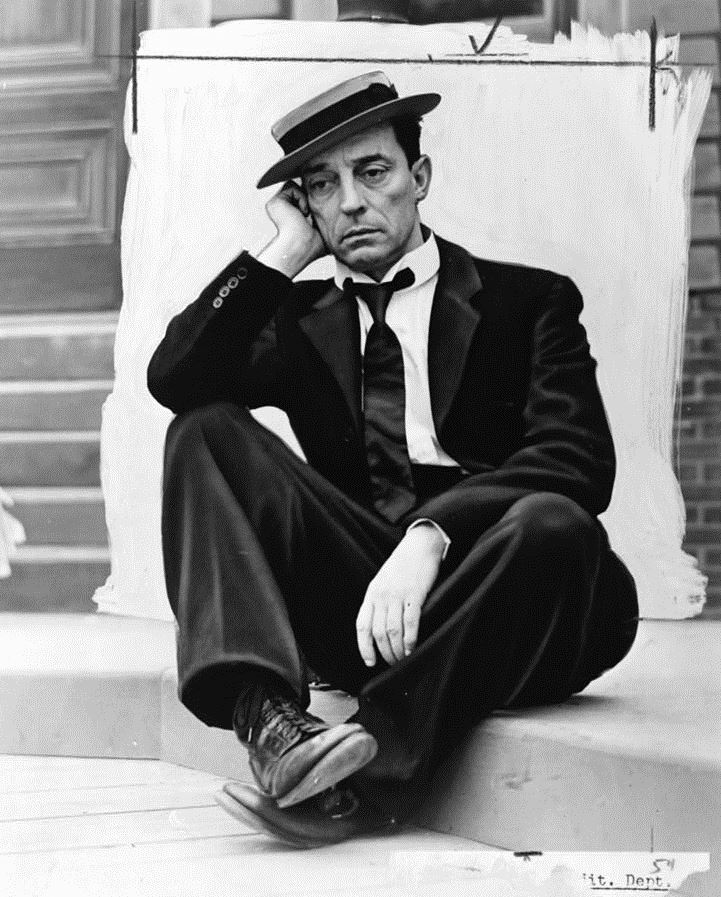
Buster Keaton
geboren in 1895

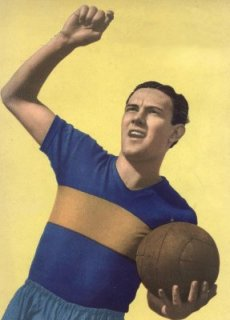
Luis Carniglia
geboren in 1917

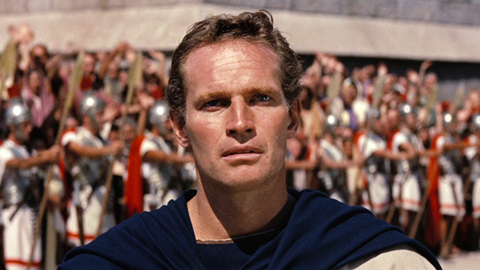
Charlton Heston
geboren in 1923

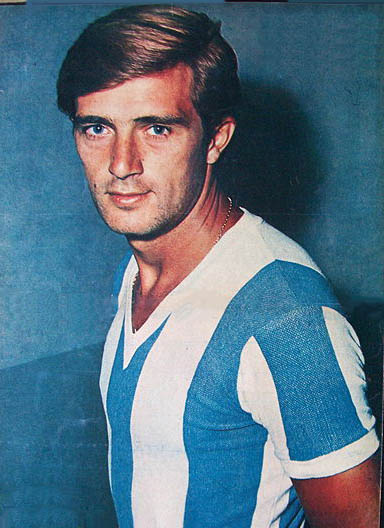
Silvio Marzolini
geboren in 1940

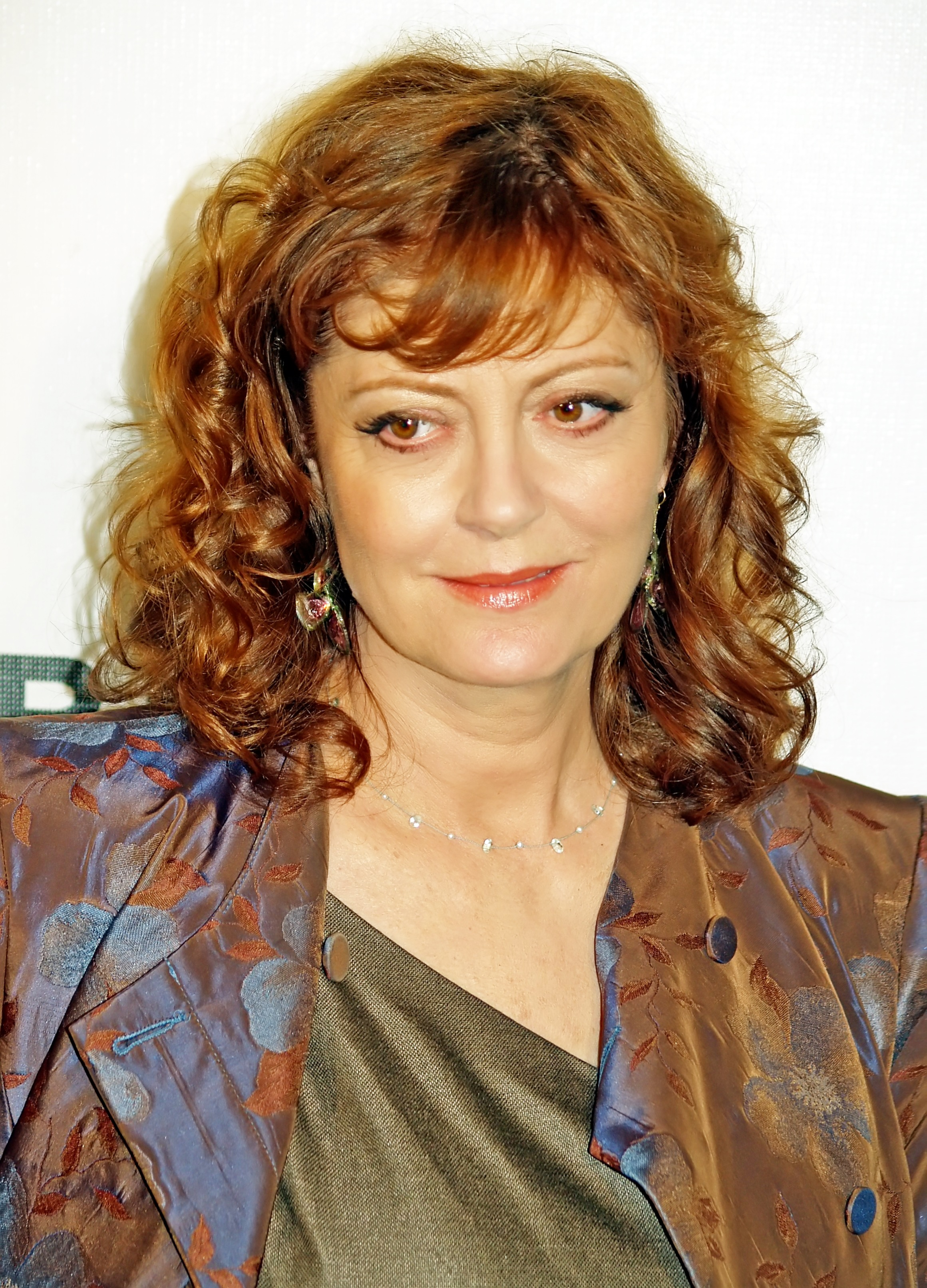
Susan Sarandon
geboren in 1946

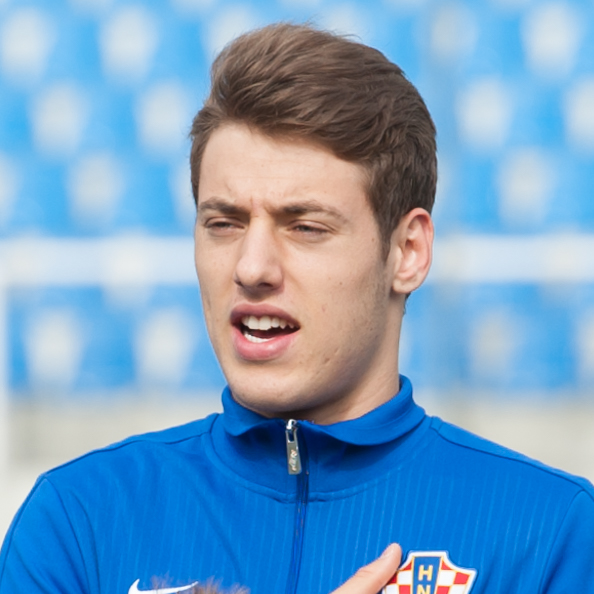
Nikola Vlašić
geboren in 1997

- 1274 - Rudolf I van de Palts, hertog van Beieren (overleden 1319)
- 1437 - Johan IV van Beieren, hertog van Beieren-München (overleden 1463)
- 1542 - Robertus Bellarminus, Italiaans heilige, kardinaal en theoloog (overleden 1621)
- 1550 - Karel IX van Zweden, koning van Zweden (overleden 1611)
- 1585 - Anna, keizerin van het Heilige Roomse Rijk (overleden 1618)
- 1626 - Richard Cromwell, 'Lord Protector' van Engeland, Schotland en Ierland (overleden 1712)
- 1720 - Giovanni Battista Piranesi, Italiaanse graficus (overleden 1778)
- 1814 - Jean-François Millet, Frans schilder (overleden 1875)
- 1819 - Francesco Crispi, Italiaans politicus (overleden 1901)
- 1822 - Rutherford B. Hayes, 19de president van de Verenigde Staten (overleden 1893)
- 1833 - Constant Hansen, Belgisch schrijver (overleden 1910)
- 1837 - Mary Elizabeth Braddon, Engels bestsellerschrijfster (overleden 1915)
- 1856 - Jean Baptiste Nobels, Belgisch politicus (overleden 1923)
- 1857 - Carl Sander, Noors componist/organist (overleden 1935)
- 1858 - Michael Pupin, Servisch-Amerikaans natuurkundige (overleden 1935)
- 1870 - Simon de Vries, Nederlands rabbijn, publicist en taalkundige (overleden 1944)
- 1875 - Ernesto de Curtis, Italiaans componist (overleden 1937)
- 1881 - Walther von Brauchitsch, Duits veldmaarschalk (overleden 1948)
- 1882 - Oskar Nielsen-Nørland, Deens voetballer (overleden 1941)
- 1885 - Hendrik Wijdeveld, Nederlands architect en ontwerper (overleden 1987)
- 1886 - Jan Boterenbrood, Nederlands architect (overleden 1932)
- 1888 - Oscar Mathisen, Noors schaatser (overleden 1954)
- 1888 - Friedrich Olbricht, Duits generaal (overleden 1944)
- 1889 - Jos Smolderen, Belgisch architect (overleden 1973)
- 1895 - Buster Keaton, Amerikaans filmacteur (overleden 1966)
- 1902 - Gerrit van As, Nederlands verzetsstrijder in WOII (overleden 1942)
- 1904 - Johannes Post, Nederlands verzetsstrijder (overleden 1944)
- 1905 - Léon Orthel, Nederlands componist (overleden 1985)
- 1906 - Eitel Cantoni, Uruguayaans autocoureur (overleden 1997)
- 1906 - Indra Kamadjojo, Indisch-Nederlands danser, verteller en acteur (overleden 1992)
- 1907 - Auke Adema, Nederlands schaatser (overleden 1976)
- 1911 - Bas Paauwe, Nederlands voetballer (overleden 1989)
- 1912 - Bernard Chevallier, Frans ruiter (overleden 1997)
- 1912 - Plácido Monsores (Plácido), Braziliaans voetballer (overleden 1977)
- 1916 - Anton Rupert, Zuid-Afrikaans ondernemer en filantroop (overleden 2006)
- 1917 - Rogier van Aerde, Nederlands schrijver en journalist (overleden 2007)
- 1917 - Luis Carniglia, Argentijns voetballer en trainer (overleden 2001)
- 1917 - Albert de Klerk, Nederlands componist en organist (overleden 1998)
- 1918 - Giovanni Cheli, Italiaans kardinaal (overleden 2013)
- 1922 - Gianna Beretta Molla, Italiaans heilige en arts (overleden 1962)
- 1923 - Charlton Heston, Amerikaans acteur (overleden 2008)
- 1926 - Robert Bush, Amerikaans marinier en ondernemer (overleden 2005)
- 1927 - Roberto Bussinello, Italiaans autocoureur (overleden 1999)
- 1927 - Eva Pawlik, Oostenrijks kunstschaatsster (overleden 1983)
- 1928 - James Forman, Amerikaans burgerrechtenleider (overleden 2005)
- 1928 - Jo Röpcke, Belgisch filmrecensent en televisiepresentator (overleden 2007)
- 1928 - Bob Scott, Amerikaans autocoureur (overleden 1954)
- 1928 - Alvin Toffler, Amerikaans publicist en futuroloog (overleden 2016)
- 1931 - Kees Kuijs, Nederlands voetballer
- 1931 - Richard Rorty, Amerikaanse filosoof (overleden 2007)
- 1932 - Stan Dragoti, Amerikaans filmregisseur (overleden 2018)
- 1936 - Renate Heintze, Duits sieraadontwerpster (overleden 1991)
- 1936 - Cynthia McLeod, Surinaams schrijfster
- 1937 - Jackie Collins, Amerikaans schrijfster (overleden 2015)
- 1938 - Mark Levine, Amerikaans jazzpianist, -trombonist, -componist, auteur en pedagoog (overleden 2022)
- 1939 - Francisco Tatad, Filipijns politicus
- 1940 - Silvio Marzolini, Argentijns voetballer (overleden 2020)
- 1941 - Karl Oppitzhauser, Oostenrijks autocoureur
- 1941 - Anne Rice, Amerikaans schrijfster (overleden 2021)
- 1941 - Robert Wilson (regisseur)
- 1942 - Jenny Arean, Nederlands zangeres en cabaretière
- 1943 - Owen Davidson, Australisch tennisser (overleden 2023)
- 1943 - Willi Padge, Duits roeier (overleden 2023)
- 1944 - Valerij Porkoejan, Sovjet-Oekraïens voetballer en trainer
- 1946 - Donato Giuliani, Italiaans wielrenner (overleden 2025)
- 1946 - Roger Lespagnard, Belgisch atleet
- 1946 - Susan Sarandon, Amerikaans actrice
- 1946 ‐ Yvonne Walter, Nederlandse jazzzangeres en songwriter
- 1947 - Julien Clerc, Frans zanger
- 1947 - Christian Piot, Belgisch voetballer
- 1948 - Jan Veerman, Nederlands zanger (overleden 2025)
- 1949 - Luc Appermont, Belgisch presentator
- 1951 - Rob Fruithof, Nederlands acteur en presentator (overleden 2023)
- 1951 - Willem Jan Otten, Nederlands schrijver en dichter
- 1952 - Oek de Jong, Nederlands schrijver
- 1953 - Tchéky Karyo, Frans acteur
- 1953 - Carry Steinvoort, Nederlands voetballer
- 1953 - Andreas Vollenweider, Zwitsers componist
- 1955 – Branko Cikatić, Kroatisch kickbokser (overleden 2020)
- 1955 - Bob Fosko, Nederlands muzikant, tekstschrijver, acteur, recensent, producer, presentator en programmamaker (overleden 2020)
- 1956 - Hans van Breukelen, Nederlands voetbaldoelman
- 1956 - Hein de Kort, Nederlands striptekenaar en cartoonist
- 1956 - Christoph Waltz, Oostenrijks acteur
- 1957 - Brigitte De Leeuw, Belgisch atlete
- 1957 - Kenneth Jaliens, Surinaams voetbaltrainer
- 1959 - Marcolino Franco, Curaçaos politicus (overleden 2024)
- 1959 - Chris Lowe, Brits muzikant
- 1959 - Laus Steenbeeke, Nederlands acteur
- 1960 - Anita Heilker, Nederlands zangeres
- 1961 - Kazuki Takahashi, Japans mangaka en spelontwerper (overleden 2022)
- 1962 - José Couceiro, Portugees voetbalcoach
- 1962 - Marjolein Keuning, Nederlands zangeres, actrice en presentatrice
- 1962 - Ángel Pedraza, Spaans voetballer en voetbalcoach (overleden 2011)
- 1962 - Jon Secada, Cubaans zanger en songwriter
- 1963 - Desiree Duwel, Nederlands scenarioschrijver (overleden 2012)
- 1963 - Michiel van Erp, Nederlands regisseur en documentairemaker
- 1964 - Francis Magalona, Filipijns rapper, acteur, regisseur en fotograaf (overleden 2009)
- 1964 - Pasi Tauriainen, Fins voetballer
- 1965 - Franca Fiacconi, Italiaans atlete
- 1966 - John van den Brom, Nederlands voetballer en voetbalcoach
- 1967 - Nick Green, Brits roeier
- 1967 - Judith de Klijn, Nederlands presentatrice
- 1970 - Olga Koezenkova, Russisch atlete
- 1971 - Jorge Costa, Portugees voetballer en voetbaltrainer (overleden 2025)
- 1971 - Hoyte van Hoytema, Zweeds-Nederlands filmmaker
- 1971 - Brian Transeau (BT), Amerikaans producer, muzikant, zanger en componist
- 1972 - Joanna Stone, Australisch atlete
- 1974 - Jonny Clayton, Welsh darter
- 1974 - Paco León, Spaans acteur
- 1975 - Ermanno Ioriatti, Italiaans schaatser
- 1975 - Cristiano Lucarelli, Italiaans voetballer
- 1976 - Mauro Camoranesi, Argentijns-Italiaans voetballer
- 1976 - Alicia Silverstone, Amerikaans actrice
- 1977 - Peter Hanson, Zweeds golfer
- 1977 - Ana Johnsson, Zweeds zangeres en songwriter
- 1977 - Jason Lehmkuhle, Amerikaans atleet
- 1977 - Bartłomiej Macieja, Pools schaker
- 1979 - Daniel Huss, Luxemburgs voetballer
- 1980 - Me'Lisa Barber, Amerikaans atlete
- 1980 - Mellisa Hollingsworth, Canadees skeletonster
- 1980 - Tomáš Rosický, Tsjechisch voetballer
- 1980 - Cristian Javier Simari Birkner, Argentijns alpineskiër
- 1983 - Andrej Boldikov, Russisch snowboarder
- 1983 - Gogita Gogoea, Georgisch voetballer
- 1984 - Anton Hahn, Duits schaatser
- 1984 - Lena Katina, Russisch zangeres
- 1984 - Chirine Njeim, Libanees alpineskiester en atlete
- 1985 - Zhang Dan, Chinees kunstschaatsster
- 1985 - Slavko Kalezić, Montenegrijns zanger
- 1986 - Mariela Scarone, Argentijns hockeyster
- 1987 - Juan Pablo García, Mexicaans autocoureur
- 1987 - Paul Taylor, Engels voetballer
- 1988 - Melissa Benoist, Amerikaans actrice
- 1988 - Derrick Rose, Amerikaans basketballer
- 1989 - Dakota Johnson, Amerikaans actrice en fotomodel
- 1989 - Viktoria Rebensburg, Duits alpineskiester
- 1989 - Tessa Worley, Frans alpineskiester
- 1991 - Nicolai Kielstrup, Deens R&B-zanger
- 1991 - Thijmen Kupers, Nederlands atleet
- 1991 - Leigh-Anne Pinnock, Engels/Jamaicaans zangeres
- 1991 - Isabel Van Buynder, Belgisch alpineskiester
- 1991 - Yoshito Watabe, Japans noordse combinatieskiër
- 1995 - Ralf Mackenbach, Nederlands zanger
- 1997 - Seamus O'Connor, Iers snowboarder
- 1997 - Emily Overholt, Canadees zwemmer
- 1997 - Nikola Vlašić, Kroatisch voetballer
- 1998 - Christopher Lillis, Amerikaans freestyleskiër
- 2000 - Ayumu Sasaki, Japans motorcoureur
- 2005 - Emmanuel van België, Prins van België
- 2005 - Adam Rafferty, Iers wielrenner

## Overleden

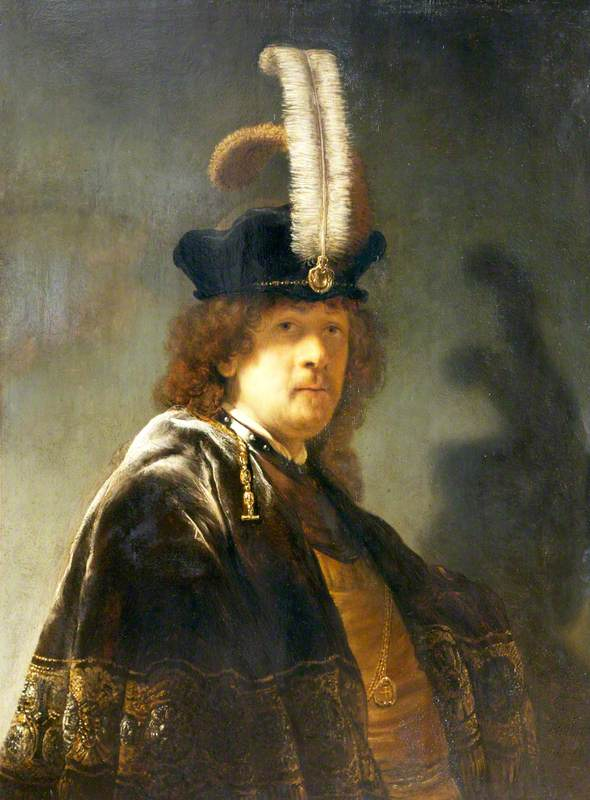
Rembrandt van Rijn
overleden in 1669

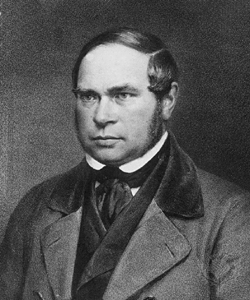
Karl Baedeker
overleden in 1859

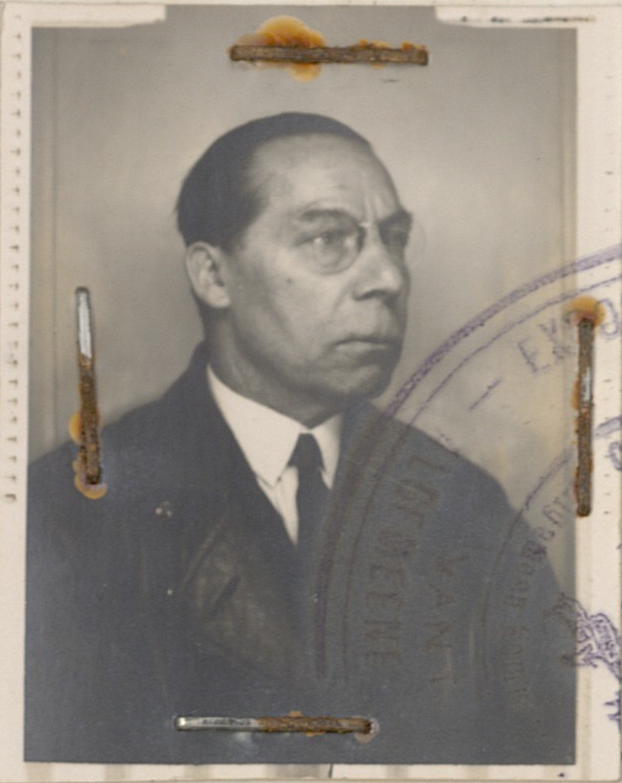
Gustav Grade
overleden in 1935

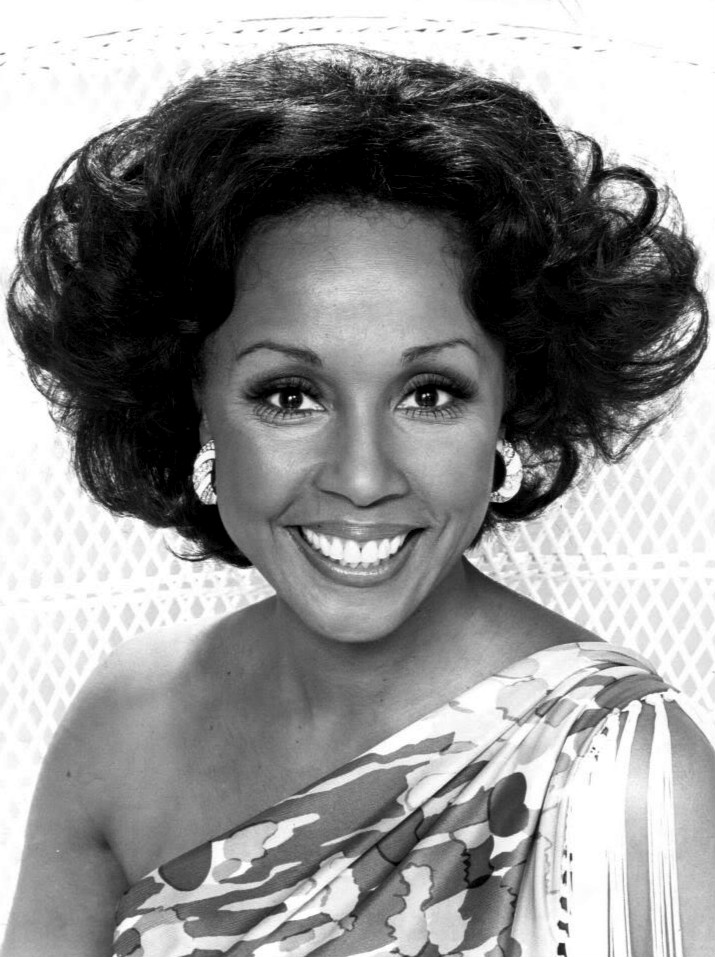
Diahann Carroll
overleden in 2019

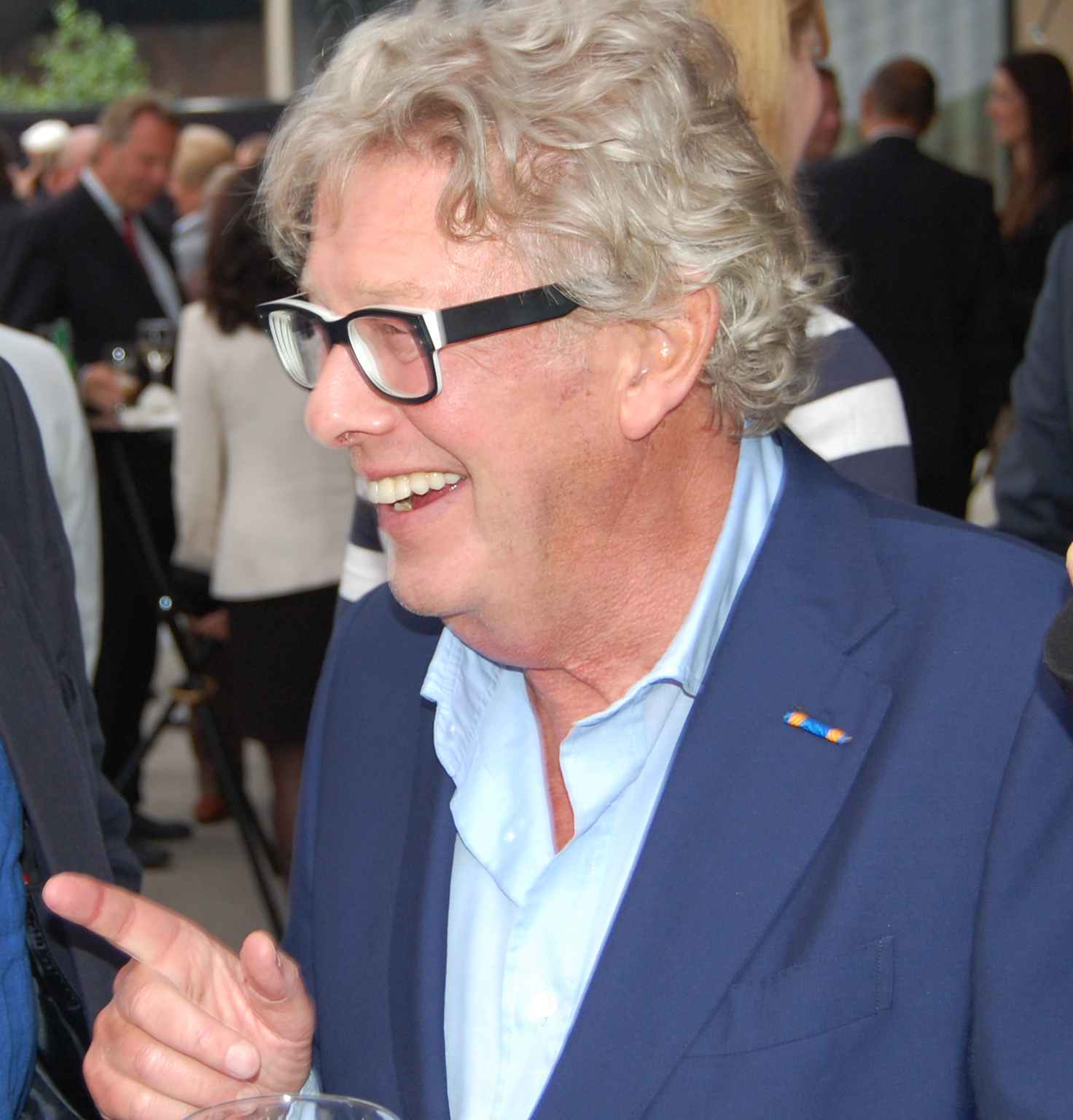
Jan des Bouvrie
overleden in 2020

- 1353 - Rudolf II van de Palts (47), paltsgraaf aan de Rijn
- 1497 - Johan van Aragón (19), Spaanse prins
- 1559 - Filips III van Nassau-Weilburg (55), graaf van Nassau-Weilburg
- 1574 - Johann Winter von Andernach (68 of 69), Duits medicus en auteur
- 1578 - Jacob Hessels (71of 72),  heer van der Camere, was een rechter in het graafschap Vlaanderen en in de Zeventien Provinciën
- 1582 - Theresia van Ávila (67), Spaans heilige, karmelietes en mystica
- 1660 - Francesco Albani (82), Italiaans kunstschilder
- 1669 - Rembrandt van Rijn (63), Nederlands kunstschilder
- 1747 - Amaro Pargo (69), Spaanse kaper en handelaar
- 1830 - Johann David Ludwig Graf Yorck von Wartenburg (71), Duits aristocraat en militair
- 1859 - Karl Baedeker (57), Duits uitgever van reisgidsen
- 1863 - Gerrit Schimmelpenninck (69), Nederlands politicus en zakenman
- 1878 - Lucien Murat (75), neef van Napoleon Bonaparte
- 1884 - Leona Florentino (35), Filipijns dichteres
- 1889 - André Disdéri (70), Frans fotograaf en uitvinder
- 1904 - Frédéric Auguste Bartholdi (70), Frans beeldhouwer, ontwerper van het Vrijheidsbeeld
- 1908 - Wilhelm Wickop (83), Duits architect
- 1922 - Ellis Rowan, Australisch botanisch illustratrice
- 1935 - Gustav Grade (66), Duits variétéartiest
- 1947 - Max Planck (89), Duits fysicus
- 1964 - Set Svanholm (60), Zweeds tenor
- 1970 - Janis Joplin (27), Amerikaans zangeres
- 1979 - Klaas van Beeck (76), Nederlands orkestleider
- 1980 - Ernst Ehlers (70), Duits oorlogsmisdadiger
- 1980 - Jan Hoogland (84), Nederlands politicus
- 1980 - Salah Tarazi (62), Syrisch diplomaat en rechter
- 1982 - Glenn Gould (50), Canadees pianist
- 1986 - Arno von Lenski (93), Duits generaal
- 1989 - Graham Chapman (48), Brits acteur
- 1990 - Waldemar Philippi (61), Duits voetballer
- 1992 - Denny Hulme (56), Nieuw-Zeelandse autocoureur
- 1996 - Silvio Piola (83), Italiaans voetballer
- 1998 - Georges De Jonghe (80), Belgisch atleet
- 1998 - Jean-Pascal Delamuraz (62), Zwitsers politicus
- 1998 - Héctor Terán Terán (67), Mexicaans politicus
- 1999 - Art Farmer (71), Amerikaans jazztrompettist en -bugelist
- 2000 - Rhadi Ben Abdesselam (71), Marokkaans atleet
- 2000 - Egano Righi-Lambertini (94), Italiaans curiekardinaal
- 2004 - Gordon Cooper (77), Amerikaans ruimtevaarder
- 2005 - Jean Louël (91), Belgisch componist
- 2005 - André Waterkeyn (88), Belgisch ingenieur en ontwerper van het Atomium
- 2006 - František Fajtl (94), Tsjechisch gevechtspiloot en schrijver
- 2006 - Oskar Pastior (78), Roemeens-Duits journalist, dichter, schrijver en vertaler
- 2008 - Hans Emmering (69), Nederlands journalist, presentator en programmamaker
- 2008 - Bram Koopman (91), Nederlands leraar, econoom en politicus (o.a. oud-Eerste Kamerlid)
- 2009 - Mercedes Sosa (74), Argentijns zangeres
- 2010 - Sir Norman Wisdom (95), Brits komiek
- 2011 - Doris Belack (85), Amerikaans actrice
- 2012 - Antisa Chvitsjava (132?), Georgische vrouw die beweerde 132 jaar oud te zijn
- 2012 - Jan de Vries (87), Nederlands burgemeester
- 2013 - Võ Nguyên Giáp (102), Vietnamees generaal
- 2014 - Jean-Claude Duvalier (63), president en dictator van Haïti
- 2014 - Leo Schatz (96), Nederlands kunstschilder, tekenaar en dichter
- 2014 - Fjodor Tsjerenkov (55), Sovjet-voetballer
- 2015 - Job de Ruiter (85), Nederlands politicus
- 2015 - Oganes Zanazanjan (68), Grieks-Armeens voetballer
- 2016 - Brigitte Hamann (76), Duits-Oostenrijkse historica en journaliste
- 2016 - Pieter Hintjens (53), Belgisch programmeur
- 2016 - Greet Versterre (79), Nederlands atlete
- 2016 - Donald H. White (95), Amerikaans componist, muziekpedagoog en trombonist
- 2017 - Dick Schallies (89), Nederlands componist
- 2018 - Bert Romp (59), Nederlands springruiter
- 2018 - Walter Capiau (80), Belgisch radio- en televisiepresentator
- 2019 - Diahann Carroll (84), Amerikaans actrice
- 2020 - Jan des Bouvrie (78), Nederlands interieurontwerper
- 2020 - Günter de Bruyn (93), Oost-Duits schrijver
- 2020 - Frank Spaargaren (79), Nederlands waterstaatkundig ingenieur
- 2020 - Kenzo Takada (81), Japans modeontwerper
- 2020 - Piet Wagenaar (91), Nederlands pastoor en abt
- 2021 - Door Steyaert (84), Belgisch politicus
- 2022 - Günter Lamprecht (92), Duits acteur
- 2022 - Loretta Lynn (90), Amerikaans countryzangeres
- 2022 - Peter Robinson (72), Brits-Canadees auteur
- 2023 - Mahinder Rathipal (67), Surinaams politicus
- 2023 - Telesphore Placidus Toppo (83), Indiaas kardinaal
- 2024 - Anatolij Konkov (75), Oekraïens voetballer en trainer
- 2024 - Marlon Pérez (48), Colombiaans wielrenner

## Viering/herdenking
- Lesotho - Nationale feestdag
- Rooms-Katholieke kalender:

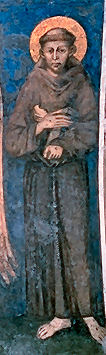

  - Heilige Franciscus van Assisi († 1226), Patroon v.d. voetgangers en dierenbeschermers - Gedachtenis
  - Heiligen Domnina, Berenice en Prosdoce († c. 310)
  - Heilige Aurea (van Parijs) († c. 667)
  - Heilige Marcus van Egypte († c. 304)
  - Heilige Crispus van Chalcedon († 1e eeuw)
  - Heilige Petronius van Bologna († c. 450)
- Wereldwijd: Dierendag (omwille van de feestdag van Franciscus van Assisi). De eerste officiële dierendag in Nederland was op 4 oktober 1930.
- Amsterdam: Jaarlijkse herdenking Bijlmerramp
- Zweden: Nationale kaneelbroodjesdag

## Weerextremen

### Nederland
| | Officiële records | Officiële records | Officiële records |      | Landelijke records | Landelijke records | Landelijke records |
| Gebeurtenis | Jaar              | Extreem           | Locatie           | Jaar | Extreem            | Locatie            |                    |
| --- | ----------------- | ----------------- | ----------------- | ---- | ------------------ | ------------------ | ------------------ |
| Laagste etmaalgemiddelde temperatuur (°C) | 1902              | 4,1               | De Bilt           |      | 1912               | 3,1                | Maastricht         |
| Hoogste etmaalgemiddelde temperatuur (°C) | 1983              | 19,4              | De Bilt           |      | 1983               | 20,6               | Maastricht         |
| Laagste minimumtemperatuur (°C) | 1912              | −2,9              | De Bilt           |      | 1912               | −2,9               | De Bilt            |
| Hoogste minimumtemperatuur (°C) | 2011              | 15,4              | De Bilt           |      | 1983               | 16,8               | Maastricht         |
| Laagste maximumtemperatuur (°C) | 1998              | 8,9               | De Bilt           |      | 1998               | 6,6                | Hoogeveen          |
| Hoogste maximumtemperatuur (°C) | 1983              | 26,5              | De Bilt           |      | 1983               | 27,5               | Volkel             |
| Hoogste uurgemiddelde windsnelheid (m/s) | 1938              | 19,5              | De Bilt           |      | 1938               | 26,8               | Vlissingen         |
| Hoogste windstoot (m/s) | 1960              | 20,1              | De Bilt           |      | 1996               | 35,0               | Vlieland           |
| Langste zonneschijnduur (uur) | 1972              | 10,0              | De Bilt           |      | 1989               | 10,6               | Twenthe            |
| Langste neerslagduur (uur) | 1970              | 10,7              | De Bilt           |      | 1974               | 18,8               | Rotterdam          |
| Hoogste etmaalsom van de neerslag (mm) | 1974              | 33,2              | De Bilt           |      | 1999               | 77,8               | Hoek van Holland   |
| Laagste etmaalgemiddelde relatieve vochtigheid (%) | 1939              | 49                | De Bilt           |      | 1947               | 47                 | Maastricht         |
| Laagste uurwaarde luchtdruk op zeeniveau (hPa) | 2020              | 984,5             | De Bilt           |      | 1938               | 982,6              | De Kooy            |
| Hoogste uurwaarde luchtdruk op zeeniveau (hPa) | 1912              | 1037,6            | De Bilt           |      | 1912               | 1037,6             | De Bilt            |
| Officiële records worden altijd gemeten op het KNMI-weerstation in De Bilt. Landelijke records kunnen worden gemeten op elk officieel KNMI-weerstation in Nederland. |                   |                   |                   |      |                    |                    |                    |

Uitzonderlijke gebeurtenissen
- 1917 - Laatste officiële zachte dag van het jaar (maximumtemperatuur ≥ 15 °C in De Bilt)
- 1938 - Officieel maandrecord hoogste uurgemiddelde windsnelheid in m/s van oktober gemeten in De Bilt: 19,5
- 1983 - Officieel maandrecord hoogste maximumtemperatuur in °C van oktober gemeten in De Bilt: 26,5
- 1983 - Laatste officiële warme dag van het jaar (maximumtemperatuur ≥ 20 °C in De Bilt)
- 1983 - Laatste officiële zomerse dag van het jaar (maximumtemperatuur ≥ 25 °C in De Bilt)
- 1992 - Laatste officiële zachte dag van het jaar (maximumtemperatuur ≥ 15 °C in De Bilt)
- 2010 - Laatste officiële warme dag van het jaar (maximumtemperatuur ≥ 20 °C in De Bilt)
- 2011 - Laatste officiële warme dag van het jaar (maximumtemperatuur ≥ 20 °C in De Bilt)
- 2023 - Landelijk hoogste uurwaarde luchtdruk op zeeniveau in hPa van oktober dit jaar gemeten in Maastricht: 1028,5

### België
Dagrecords
- 1902 - Laagste etmaalgemiddelde temperatuur 3,9 °C
- 1983 - Hoogste etmaalgemiddelde temperatuur 20,9 °C
- 1912 - Laagste minimumtemperatuur 0,5 °C
- 1921 - Hoogste maximumtemperatuur 26,2 °C
- 1923 - Hoogste etmaalsom van de neerslag 21,9 mm

Uitzonderlijke gebeurtenissen
- 1947 - Minimumtemperatuur −4,5 °C in Rochefort.
- 1979 - Neerslagtotaal van 63,0 mm in Maldegem.
- 1983 - Maximumtemperatuur van 26,0 °C in Koksijde.

<< · 1 · 2 · 3 · 4 · 5 · 6 · 7 · 8 · 9 · 10 · 11 · 12 · 13 · 14 · 15 · 16 · 17 · 18 · 19 · 20 · 21 · 22 · 23 · 24 · 25 · 26 · 27 · 28 · 29 · 30 · 31 · >>